# Tama Berdychowska
Tama Berdychowska Grobla Berdychowska – element systemu wodnego Twierdzy Poznań. Łączyła prawobrzeżne Berdychowo i Miasteczko z Chwaliszewem przez Ostrów Tumski. Przebiegał po niej trakt kaliski. Prowadziła do Bramy Kaliskiej. W 1889 roku została obniżona by wody Warty przy stanach średnich mogły przez nią się przedostawać. Została zniesiona pod koniec XIX wieku.

## Konstrukcja
Wał miał konstrukcję ziemną, wzmacnianą faszyną podtrzymywaną przez dwumetrowe pale dębowe. Posiadała niewielki przepust.